# Pierre Perrier

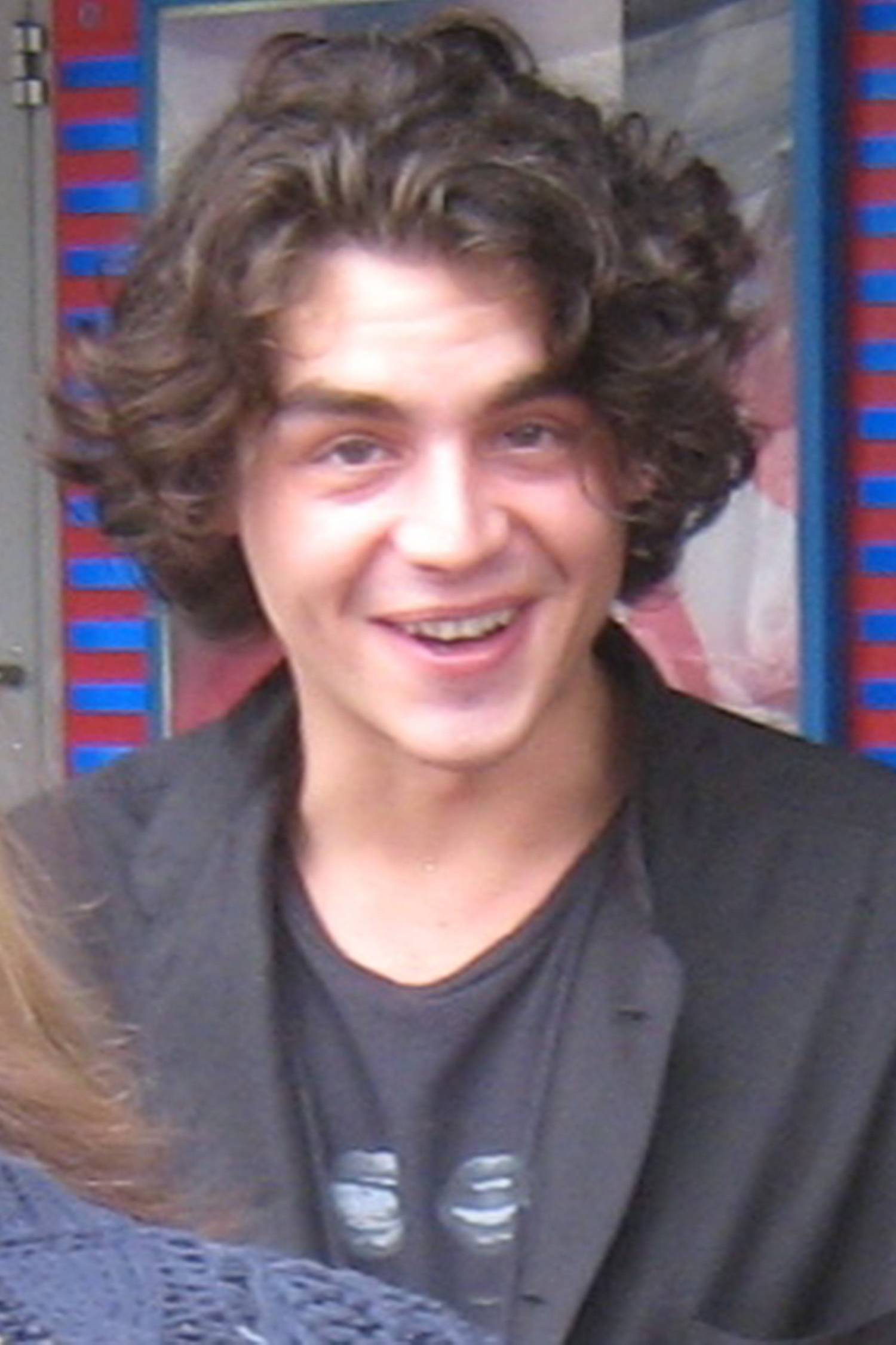
Pierre Perrier beim MIFF 2011

Pierre Perrier (* 9. August 1984  in Nogent-sur-Marne, Département Val-de-Marne) ist ein französischer Schauspieler.

## Leben
Als er sich durch Straßenkunst Geld dazu verdienen wollte, wurde ein Agent auf ihn aufmerksam. Er vermittelte ihm ein Casting für eine Rolle in einer 2003 auf TF1 ausgestrahlten Episode der Fernsehserie Fred et son orchestre und Perrier erhielt die Rolle.
2005 spielte er im Film Douches froides von Antony Cordier mit. 2005 verkörperte in sieben Folgen der Fernsehserie Faites comme chez vous Thomas Bernardy. 2006 drehte er die Filme Le Héros de la famille von Thierry Klifa, Harkis von Alain Tasma und Chacun sa nuit von Jean-Marc Barr und Pascal Arnold. 2007 spielte Pierre Perrier an der Seite von Lizzie Brocheré, seiner Filmpartnerin in Chacun sa nuit in einem Handlungsabschnitt des Kurzfilmes Love Stories mit. Im Sommer 2008 drehte er Plein Sud – Auf dem Weg nach Süden, in dem er die Rolle des Jérémie spielte.
2011 stellte er in einem weiteren Film von Jean-Marc Barr und Pascal Arnold, American Translation, einen  jungen bisexuellen Psychopathen dar. Für diese Rolle kam er als bester Schauspieler in die Vorauswahl für den französischen Filmpreis César 2012, wurde jedoch nicht nominiert.
Von 2012 bis 2015 spielte er die Rolle des Simon Delaitre in der Fernsehserie The Returned, der zehn Jahre nach seinem Tod, der einige Stunden vor seiner Hochzeit durch seltsame Umstände erfolgte, zurückkehrt. Weitere Film- und Fernsehrollen folgten, sein Schaffen umfasst mehr als 30 Produktionen.
Perrier ist mit der Schauspielerin Àstrid Bergès-Frisbey liiert.

## Filmografie (Auswahl)

### Filme
- 2003: Ciel d'asile (Fernsehfilm)
- 2005: Douches froides
- 2006: Chacun sa nuit
- 2006: Harkis (Fernsehfilm)
- 2006: Le Héros de la famille
- 2007: Love Stories (Kurzfilm)
- 2007: Le Hobby (Kurzfilm)
- 2007: Les cerfs-volants (Fernsehfilm)
- 2009: Plein Sud – Auf dem Weg nach Süden
- 2009: Kisses from Paris (Kurzfilm)
- 2011: American Translation
- 2011: The Whirlpool
- 2012: Chroniques sexuelles d'une famille d'aujourd'hui
- 2013: Dirty Weekend
- 2016: Arès – Der letzte seiner Art (Arès)
- 2017: Imposture (Fernsehfilm)
- 2019: Romance (TV)

### Fernsehserien
- 2003: Fred et son orchestre (eine Folge)
- 2004: Madame le Proviseur (zwei Folgen)
- 2005: Faites comme chez vous! (sieben Folgen)
- 2006: SOS 18 (eine Folge)
- 2010: Clem (zwei Folgen)
- 2012–2015: The Returned (Les Revenants)
- 2014: Mary Higgins Clark: Mysteriöse Verbrechen – Denn vergeben wird Dir nie (Collection Mary Higgins Clark, la reine du suspense; Fernsehserie, Folge: Toi que j'aimais tant)
- seit 2019: Giftige Saat (Jeux d'influence) (Fernsehserie)
- 2020: Angst auf dem See  (TV-Miniserie, 6 Episoden)
- 2020: Infidèle (TV-Miniserie, 4 Episoden)